# Гомеоид

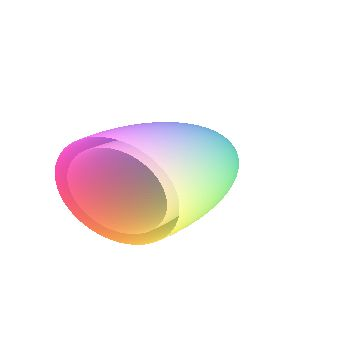
Трёхмерный гомеоид

Гомеоид (англ. Homoeoid) — оболочка (слой), ограниченная двумя концентрическими подобными эллипсами (двумерный гомеоид) или эллипсоидами (трёхмерный гомеоид). Если толщина оболочки становится пренебрежимо малой, то такой объект называют тонким гомеоидом. Название гомеоид предложили лорд Кельвин и Питер Тэт.

## Математическое определение
Если внешняя поверхность оболочки задана уравнением эллипсоида
{\displaystyle {\frac {x^{2}}{a^{2}}}+{\frac {y^{2}}{b^{2}}}+{\frac {z^{2}}{c^{2}}}=1}
с полуосями {\displaystyle a,b,c,} то внутренняя поверхность оболочки задаётся уравнением при {\displaystyle 0\leq m\leq 1}
{\displaystyle {\frac {x^{2}}{a^{2}}}+{\frac {y^{2}}{b^{2}}}+{\frac {z^{2}}{c^{2}}}=m^{2}}.
Тонкий гомеоид получается при {\displaystyle m\to 1}.

## Физические свойства
Гомеоид можно рассматривать как элемент распределения вещества или заряда. Если гомеоид равномерно заполнен веществом или электрическим зарядом, то потенциал внутри полости гомеоида будет постоянным. Таким образом, на пробную частица или заряд внутри полости гомеоида не будет воздействовать сила.